# Mánesova (Praha)
Mánesova ulice v Praze na Vinohradech vede od Španělské ulice v délce asi 1 km směrem na jihovýchod, a končí u náměstí Jiřího z Poděbrad.

## Historie, názvy, popis
Ulice byla založena v roce 1889 na místě někdejší zahrady Kanálky. Vede souběžně s ulicí Vinohradskou, která leží o jeden blok domů jižněji. Kříží ji ulice Balbínova, Italská, Anny Letenské, Blanická, Budečská, Třebízského, U Kanálky.
Název se několikrát změnil, jmenovala se střídavě buď po malíři Josefovi Mánesovi, nebo po francouzském politikovi Louisi Barthouovi (Mánesova 1889–1934, Barthouova 1934–1940, Mánesova 1940–1945, Barthouova 1945–1947, od roku 1948 Mánesova).
Zástavba ulice činžovními domy vznikala po roce 1889 postupně, tak jak se tehdejší Královské Vinohrady rozrůstaly směrem na východ (ještě na počátku 20. století je zmiňována jako ulice projektovaná). Převážně čtyřpatrové domy jsou vystavěny v různých variantách historizujících stylů, pouze několik domů je modernějších (např. Mánesova 1624/20 na místě původní budovy zbořené při náletu na Prahu v únoru 1945, dům Mánesova 866/23 nebo  budova Ústavu zemědělské ekonomiky a informací v Mánesově 1453/75).

## Budovy, instituce a zajímavá místa
V ulici sídlí pouze jedna státní instituce, Ústav zemědělské ekonomiky a informací (Mánesova 1453/75). Kulturu zastupuje Divadlo Evy Hruškové a Jana Přeučila (Mánesova 752/10) a Galerie Mánesova 54 (Mánesova 1613/54).
Nachází se tu několik restaurací, známá je např. pivnice U Růžového sadu. V přízemích domů je také řada menších obchodů a provozoven služeb.
S Mánesovou ulicí je spojeno i několik jmen významných osobností, které připomínají pamětní desky:
- malíř Otakar Štáfl – manželé Štáflovi tu 14. února 1945 zahynuli po zásahu domu bombou (Mánesova 1624/20)
- básník a novinář Antonín Macek (Mánesova 1056/40)
- slovenský malíř Martin Benka (Mánesova 1178/49)
- básník a hudební skladatel Jaroslav Jakoubek (Mánesova 1641/68)
- kpt. Gustav Hladil-Sojka, zpravodajský důstojník (Mánesova 1612/79)[5]
- herec Václav Vydra (Mánesova 1653/85)